# Душан Керкез
Душан Керкез (босн. Dušan Kerkez, нар. 1 травня 1976, Белград) — боснійський футболіст, що грав на позиції півзахисника. Виступав за низку боснійських і закордонних клубів, а також національну збірну Боснії і Герцеговини. По завершенні ігрової кар'єри — тренер. З 2025 року очолює тренерський штаб команди ЦСКА (Софія). Як футболіст — дворазовий чемпіон Боснії і Герцеговини та володар Кубка Хорватії. Як тренер — володар Кубка Кіпру та Кубка Болгарії.

## Клубна кар'єра
У 1997 році Душана Керкеза прийняли до головної команди клубу «Партизан», проте в ній футболіст не зіграв жодного матчу, та з 1998 до 2002 року грав у складі нижчолігових сербських клубів «Єдинство» (Уб) і «Раднички» (Обреновац).
У 2002 році Керкез став гравцем боснійського клубу «Леотар», у складі якого в перший же сезон виступів став чемпіоном Боснії і Герцеговини. У 2004 році футболіст перейшов до складу іншого боснійського клубу «Зріньскі», в якому в сезоні 2004—2005 років удруге став чемпіоном Боснії і Герцеговини. У 2005 році боснійський півзахисник перейшов до складу хорватського клубу «Рієка», у складі якого в сезоні 2005—2006 років став володарем Кубка Хорватії.
У 2007 році Душан Керкез став гравцем кіпрського клубу АЕЛ, у якому виступав до 2011 року. З 2011 до 2014 року футболіст грав у складі іншого кіпрського клубу «Аріс», після чого завершив виступи на футбольних полях.

## Виступи за збірну
У 2004 році Душан Керкез дебютував у складі національної збірної Боснії і Герцеговини. У складі збірної грав до 2006 року, загалом зіграв у її складі 5 матчів, у яких забитими голами не відзначився.

## Кар'єра тренера
Душан Керкез розпочав тренерську кар'єру відразу ж по завершенні кар'єри гравця в 2014 році, увійшовши до тренерського штабу клубу АЕЛ, де пропрацював з 2014 по 2015 рік. У 2015 році боснієць входив до тренерського штабу іншого кіпрського клубу «Анортосіс». З 2016 до 2018 року Керкез знову працював у тренерському штабі клубу АЕЛ, а в 2018 році спочатку тимчасово, а за короткий час на постійній основі очолив клуб. У сезоні 2018—2019 років клуб на чолі з боснійським тренером став володарем Кубка Кіпру.
На початку 2022 року Душан Керкез став головним тренером сербської команди «Чукарички», з якою вийшов до фіналу Кубка Сербії. У середині 2023 року боснійський тренер очолив болгарський клуб «Ботев» (Пловдив), на чолі якого в сезоні 2023—2024 років став володарем Кубка Болгарії.
З 2023 року Керкез очолює тренерський штаб софійського ЦСКА.

## Титули і досягнення

### Як гравця
- Чемпіон Боснії і Герцеговини (2):

«Леотар»: 2002–2003
«Зріньскі»: 2004–2005
- Володар Кубка Хорватії (1):

«Рієка»: 2005–2006

### Як тренера
- Володар Кубка Кіпру (1):

АЕЛ: 2018–2019
- Володар Кубка Болгарії (1):

«Ботев» (Пловдив): 2023–2024